# Greenway Estate

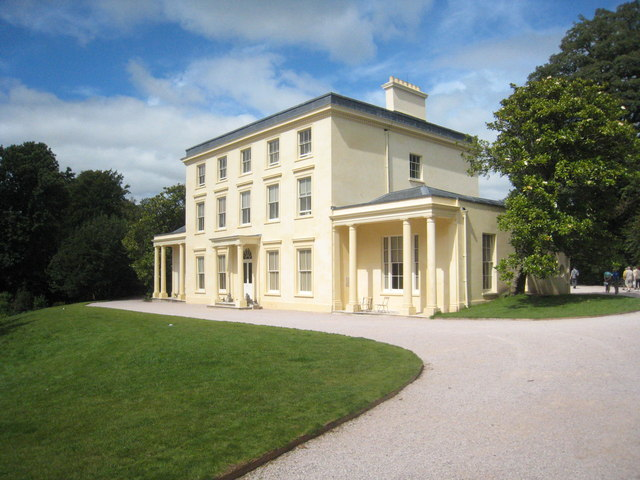
Greenway.

Greenway Estate é uma propriedade localizada próxima ao rio Dart, em Galmpton, Devon, Inglaterra. Foi comprada pela famosa escritora Agatha Christie em 1938. Em 1999, a mansão foi doada ao National Trust, tendo sido aberta para visitação pública em 2002.